# Synagoga Moszka Kochańskiego w Łodzi
Synagoga Moszka Kochańskiego w Łodzi – prywatny dom modlitwy znajdujący się w Łodzi przy ulicy Północnej 6.
Synagoga została zbudowana w 1897 roku z inicjatywy Moszka Kochańskiego. Podczas II wojny światowej hitlerowcy zdewastowali synagogę.